# Thesium multicaule
Thesium multicaule är en sandelträdsväxtart som beskrevs av Carl Friedrich von Ledebour. Thesium multicaule ingår i släktet spindelörter, och familjen sandelträdsväxter. Inga underarter finns listade i Catalogue of Life.